# 火热之秋
火热之秋（義大利語：Autunno caldo），又译热秋，是指1969年—1970年意大利北部的工厂和工业中心发生的一系列大规模罢工，工人们要求涨薪和更好的工作条件。在1969年—1970年，该地区发生了超过440个小时的罢工。来自意大利南部的劳动力流量减少，导致意大利北部地区几乎达到了充分就业的水平（几乎不存在相对过剩劳动力），这意味着工人现在有了借以发挥其力量的筹码。

## 概述
由于普遍识字率提高，特别是工人识字率提高，受到1968年5月法国同类事件影响的学生抗议浪潮在意大利发生后，左翼学生开始鼓动社会改革和提高阶级意识。工人们加入了这些抗议活动，并开始要求增加工资。由于工厂效率的提高，他们中的许多人被解雇了。工人集体控制的诉求并没有全部实现，但更多的基本要求，如每周40小时的工作时间和增加工资后来都被满足了。
不满的原因各不相同——虽然加薪、改善工作条件的要求是一个通常的因素，但许多劳动力来自更贫穷的南方，这一事实也加剧了紧张的局势。他们对这个迫使他们背井离乡找工作的社会普遍感到不满，他们想报复雇主，在他们看来，雇主多年来一直以低于平均水平的工资剥削着他们。
此后，“火热之秋”这一短语被意大利新闻界用来描述其他以重大罢工为标志的时期，尽管在后来的几十年中，这种季节性罢工更多是针对政府的预算计划，这些预算计划通常是在秋季的几个月里被制定并得到公开辩论的。

## 起因
在意大利被称为“热秋”的时期始于1968年夏天，当时发生了一系列罢工，因为工人要求统一加薪。从1966年持续到1972年的动乱始于大学。这些学生运动开创了使用破坏性抗议形式的先例，包括罢课、示威和占领大学建筑。学生们组成了集会，这不仅是一个群众性的会议，而且是一个做出有约束力决定的机构。这场学生运动最终从大学问题转向了工业斗争。转向工业斗争的例子可以从1969年发生在都灵汽车厂的抗议活动中见到。都灵是菲亚特各工厂的中心地区，因此成了断断续续的野猫罢工的焦点。工人得到新左派大学生的支持，要求增加工资和与公司白领职员一样的工作条件。由于一些抗议活动引起了警方的敌意，抗议活动也成了一个重要的暴力场所。在特拉亚诺大街（Corso Traiano）上的工厂大门外举行的反对城市里高额租金的罢工遭到了警察的袭击，像这样的事件就导致了与警察的战斗。这些抗议活动也受到了 PCI的影响，经常从列宁主义转变为自治主义或从政党领导转变为活动家网络主导。热秋时期是对意大利既定权力关系的一次打击，它是爆炸性的。火热之秋之后就是“铅色年代”了。这是一个包括爆炸、枪击和绑架在内的极右翼与极左翼暴力活动的时期。

## 背景
热秋发生在意大利政府内部出现重大衰弱的时候。天主教民主党已经在意大利执政20年了。在这一时期的后期，因为这个政党没法被投票赶下台，所以人们希望把票投给会给他们好处的政客，这是一种整体上的堕落。意大利政府内部这种整体的庇护主义导致了腐败与无效治理。热秋的问题也可以与意大利工会联合会（CISL）联系起来。CISL的运行基于两个原则，即重视企业层面的工会活动，以及工会活动家的职业化。到了1970年代和1980年代，可以看出CISL是一个严重官僚化和政治化的组织。它与天主教民主党的各派系联系在一起，意大利政府就是在这些派系的支持下运作的。经济困难也影响着热秋的形成及其余波。在1969年之后的六年里，出现了一次大规模的收入再分配，国民生产总值（GNP）中依赖劳动力的比例从57%上升到73%。收入的再分配导致了消费的增加和储蓄的减少，而这是一个早已积攒很久了的难题。热秋的抗议活动开始于大学，但他们向工业部门的扩散表明，第一共和国的治理脆弱，因为其经济政策是无效的，这引发了蓝领工人阶级大量的挫折感。